# آنری دوم، دوک گیز
آنری (هانری) دوم، دوک گیز (انگلیسی: Henry II, Duke of Guise; ۴ آوریل ۱۶۱۴ – ۲ ژوئن ۱۶۶۴) یا هانری دوم دو لورن، پنجمین دوک گیز، و کشیش کاتولیک دومین پسر شارل، دوک گیز و هنریت کاترین و اهل فرانسه بود.

نشان دوک‌های گیز

## زندگی
در پانزده سالگی اسقف اعظم ریمز شد در نبرد لامارفی در سال ۱۶۴۱ جنگید. به همین دلیل او به اعدام محکوم شد، اما در سال ۱۶۴۱ به بروکسل گریخت. اموال او توسط پادشاه در سال ۱۶۴۱ به جرم جنایت مصادره شد. او در سال ۱۶۴۳ بازگشت و اموال مصادره شده اش به او بازگردانده شد. در سال ۱۶۴۷ به شورش ماسانیلو پیوست. «جمهوری سلطنتی ناپل» اعلام شد با این حال، در سال ۱۶۴۸هنگامی که جمهوری سقوط کرد توسط اسپانیایی‌ها دستگیر شد و تا سال ۱۶۵۲ در دست آنها بود. او در سال ۱۶۵۴دومین حمله را به ناپل انجام داد، اما تا حدی به دلیل حضور ناوگان انگلیسی تحت حمایت رابرت بلیک در حمایت از ناپل، از اسپانیایی‌ها شکست خورد. پس از آن، او در پاریس اقامت گزید. در طول سالها دو زن ادعا کردند که همسر او هستند. اولین نفر آنا گونزاگا بود که بعداً به عنوان «شاهزاده پالاتین» شناخته شد، دومی بیوه‌ای بود، اونوره دو برگز، کنتس بوسوت، که مدعی شد در ۱۱ نوامبر ۱۶۴۱ در بروکسل با او ازدواج کرده‌است. در مارس ۱۶۶۶این ازدواج را معتبر اعلام کرد. اما پادشاه (و خاندان گیز) از به رسمیت شناختن این تصمیم خودداری کردند و در نتیجه در زمینه دریافت ثروت هنگفت دوک فقید، ناکام ماند. جانشین او برادرزاده اش لوئیز جوزف دو لورن شد